# Abdo Wazen
Abdo Wazen, född 1957 i Beirut, är en libanesisk poet. Han gav ut sin första diktsamling 1982, och har sedan dess gett ut ytterligare sex. 1993 beslagtog Libanons inrikesdepartement hans roman Hadiqat al-Hawas, som behandlade det libanesiska inbördeskriget och ansågs alltför frispråkig.
Wazen är kulturredaktör på tidningen Al-Hayat, och har även översatt poeter som Jacques Prévert och Nadia Tueni till arabiska.